# تیلومیزول
تیلومیزول (به انگلیسی: Tilomisole) با فرمول شیمیایی C17H11ClN2O2S یک ترکیب شیمیایی با شناسه پاب‌کم ۴۲۷۴۷ است. که جرم مولی آن ۳۴۲٫۸ g/mol می‌باشد. 